# Ananguié (Adzopé)
Ananguié este o comună din departamentul Adzopé, regiunea Agnéby, Coasta de Fildeș.